# Запис Јоксимовића липа (Калањевци)
Запис Јоксимовића липа (Калањевци) се налази на парцели чији је власник Јоксимовић Милан.

## Локација
| Општина             | Љиг                                                                         |
| Катастарска општина | Калањевци                                                                   |
| Потес               | Бобошка                                                                     |
| Координате          | 44° 15′ 58″ С; 20° 23′ 29″ И / 44.266100000000002° С; 20.391500000000001° И |
| Надморска висина    | 290m                                                                        |

## Карактеристике
Дендрометријске вредности утврђене на терену и сателитским снимцима:
| Стабло                     | Липа |
| Висина стабла              | m    |
| Обим дебла                 | m    |
| Пречник крошње             | 4m   |
| Пречник дебла              | m    |
| Висина дебла до прве гране | m    |

## База записа
Запис је у оквиру Викимедија пројекта "Запис - Свето дрво" заведен под редним бројем 0765.